# Ito Ogawa
Ogawa Ito (japanisch 小川 糸; * 1973 in Yamagata) ist eine japanische Schriftstellerin, Liedtexterin und Übersetzerin. Internationale Bekanntheit erlangte sie mit ihrem Debütroman Shokudō katatsumuri (食堂かたつむり, Das Restaurant zur Schnecke, Titel der englischen Übersetzung The Restaurant of Love Regained), der 2008 veröffentlicht wurde.

## Leben
Ogawa wuchs in Yamagata auf und studierte japanische Literatur in Tōkyō. Nach dem Studium arbeitete sie unter anderem in der Lebensmittelbranche, was ihre literarischen Themen beeinflusste.
Ihr literarisches Werk zeichnet sich durch eine poetisch-meditative Erzählweise aus, die Kulinarik, Spiritualität, Natur und zwischenmenschliche Beziehungen miteinander verbindet. Wiederkehrende Themen sind Heilung durch Kochen, Selbstfindung, Verlust und innerer Frieden. Die Natur und der Wechsel der Jahreszeiten dienen dabei oft als Spiegel innerer Zustände der Figuren.
In ihrem Debütroman Shokudō katatsumuri (食堂かたつむり}, Das Restaurant zur Schnecke) verarbeitet Ogawa die Geschichte einer jungen Frau, die nach einer enttäuschten Liebe ihre Stimme verliert und in ihr Heimatdorf zurückkehrt, wo sie ein kleines Restaurant eröffnet. Dort kocht sie individuelle Gerichte für ihre Gäste, die heilende Wirkungen entfalten. Diese Verbindung zwischen Kulinarik und emotionaler Verarbeitung zieht sich durch weite Teile ihres Werks.
Auch in weiteren Werken wie Nijiro gāden (にじろガ－デン, Der Regenbogengarten) thematisiert Ogawa den Aufbau von Wahlfamilien, Selbstakzeptanz und die Rückkehr zu einem einfachen, naturverbundenen Leben. Er erzählt die Geschichte zweier Frauen, die einander lieben, gemeinsam ein Kind aufziehen und eine neue Familie gründen. Es handelt sich um einen berührenden, langen Roman, der Fragen nach dem Wesen von Familie und Glück stellt.
Ihr Schreibstil ist durch sensorische Detailfülle, langsames Erzähltempo und eine tiefe emotionale Resonanz gekennzeichnet. Beschreibungen von Düften, Farben und Geräuschen verleihen ihren Texten eine kontemplative Stimmung. Ihre Werke laden zur Entschleunigung und zum Innehalten ein.
In einem ARTE-Dokumentarfilm beschreibt Ogawa die Bedeutung des Kochens in ihrem Werk: „Kochen ist für mich eine Form der Kommunikation, ein Weg, Gefühle auszudrücken und Menschen zu verbinden.“
Ogawas Werke wurden in zahlreiche Sprachen übersetzt. Shokudō katatsumuri wurde 2010 unter dem Titel Rinco's Restaurant verfilmt, was ihre Bekanntheit auch international steigerte. Besonders in Frankreich und Italien erfreut sich Ogawa großer Beliebtheit: Ihre Romane werden für ihre Sanftheit und emotionale Tiefe geschätzt und erhalten positive Rezensionen.

## Werke (Auswahl)

### Romane
- Shokudō katatsumuri (食堂かたつむり, Das Restaurant zur Schnecke), 2008 
  - engl. The restaurant of love regained, 2011, ISBN 978-1-84688-149-7
  - fr. Le Restaurant de l'amour retrouvé, 2013, ISBN 978-2809709360
  - ital. Il ristorante dell'amore ritrovato, 2015, ISBN 978-8854511521
- Tsurukame josanin (つるかめ助産院, Die Tsurukame-Geburtsklinik), 2010[8]
- Atsuatsu no meshiagare (あつあつの召し上がれ, Guten Appetit – frisch aus dem Ofen), 2011 
  - ital. La cena degli addii, 2012, ISBN 978-8854506923
- Nijiro gāden (にじろガ－デン, Der Regenbogengarten), 2014 
  - fr. Le Jardin arc-en-ciel, 2016, ISBN 978-2809711950
- Tsubaki bunguten (ツバキ文具店, Der Schreibwarenladen Tsubaki), 2016 
  - fr. La Papeterie Tsubaki, 2018, ISBN 978-2809725322,
  - ital. La cartoleria Tsubaki, 2024, ISBN 979-1-255-02204-6,
  - span. La papelería Tsubaki, 2024, ISBN 978-8419552907,
  - dt. Hatokos wunderbarer Schreibwarenladen, 2025, ISBN 978-3-426-56101-0
- Ribon (リボン, Die Schleife), 2013 fr. Le ruban, 2014, ISBN 978-2809710298
  - ital. Ribon messaggero d'amore, 2020, ISBN 978-8854521841
- Kirakira kyōwakoku (キラキラ共和国, Die glitzernde Republik), 2017,  
  - fr. La République du bonheur, 2020, ISBN 978-2809724264
- Tsubaki bunguten no Kamakura annai (ツバキ文具店の鎌倉案内, Der Kamakura-Führer zum Schreibwarenladen Tsubaki), 2018 
  - fr. Lettres d'amour de Kamakura, 2025, ISBN 978-2809716795
- Raion no oyatsu (ライオンのおやつ, Der Imbiss des Löwen), 2019
  - fr. Le Goûter du lion, 2022, ISBN 978-2809723021

- - ital. Nella Casa del Leone, 2024, ISBN 978-8854527225

- Towa no niwa (とわの庭, Towas Garten), 2020

### Kinderbücher
- Chōchō (ちょうちょ, Schmetterling), 2007
- Watashi, wa zenzen kawaiku nai (わたし、ぜんぜんかわいくない, Ich bin überhaupt nicht süß), 2011

## Auszeichnungen
- 2011: Premio Bancarella Cucina für Shokudō katatsumuri[9]
- 2016: Shizuoka-Buchhändlerpreis für Tsubaki bunguten
- 2019: Arai-Preis für Lion no oyatsu

Quelle: World of Literary Prizes